# Thomomys bottae basilicae
Thomomys bottae basilicae is een knaagdier dat voorkomt in zuidwestelijk Noord-Amerika. Dit dier is een ondersoort van de valleigoffer (Thomomys bottae). Hij is oorspronkelijk beschreven door Benson & Tillotson (1940). De typelocatie, de plaats waar het exemplaar vandaan komt op basis waarvan de ondersoort oorspronkelijk is beschreven, is in Sonora (Mexico). Oorspronkelijk (door Benson & Tillotson, 1939) werd hij Thomomys bottae occipitalis genoemd, maar die naam was al eerder gebruikt en kon dus niet worden gebruikt.